# ジョニー・トー
ジョニー・トー（杜 琪峯、Johnnie To、1955年4月22日 - ）は、香港出身の映画監督。

## 来歴
香港の映画スタジオでアシスタントとして働き、1980年代後半より映画監督となる。1989年、チョウ・ユンファ主演の『過ぎゆく時の中で』、1990年代後半以降は『ザ・ミッション 非情の掟』などの香港ノワールで注目されるようになる。アクション物が多いが、ラブストーリーやロマンティック・コメディも撮っている。
香港電影金像奨では、2000年に『ザ・ミッション 非情の掟』、2004年に『PTU』で最優秀監督賞を、2006年に『エレクション』で最優秀作品賞・最優秀監督賞を受賞している。また、金馬奨では2000年に『ザ・ミッション 非情の掟』で、2004年に『ブレイキング・ニュース』で最優秀監督賞を受賞している。『エレクション』はカンヌ国際映画祭のパルム・ドール候補になるなど、国際的にも注目されている。
2008年の第65回ヴェネツィア国際映画祭、2011年の第64回カンヌ国際映画祭では審査員をつとめた 。
2009年5月にはフランスから「Commander on the order of the Arts and Letters」（芸術文化勲章）を授与される。
2010年のゆうばり国際ファンタスティック映画祭では審査員長をつとめた。

## 監督作品

### テレビドラマ
- 抉擇 (1979)

### 映画
- ハッピー・ゴースト/サイキック歌姫転生の巻 - 開心鬼撞鬼 (1986)
- 城市特警 - 城市特警 (1988)
- 僕たちは天使じゃない - 八星報喜 (1988)
- 過ぎゆく時の中で - 阿郎的故事 (1989)
- チョウ・ユンファ/ゴールデン・ガイ - 吉星拱照 (1990)
- raiders レイダース - 至尊無上II之永霸天下 (1991)
- チャウ・シンチーの熱血弁護士 - 審死官 (1992)
- 踢到寶 (1992)
- マッド・モンク 魔界ドラゴンファイター - 濟公 (1993)
- 裸足のクンフー・ファイター - 赤脚小子 (1993)
- ワンダー・ガールズ 東方三侠 - 東方三俠 (1993)
- ワンダー・ガールズ 東方三侠2 - 現代豪俠傳 (1993)
- 愛に目覚めて - 無味神探 (1995)
- 戦火の絆 - 天若有情3之烽火佳人 (1996)
- ファイヤーライン - 十萬火急 (1997)
- ヒーロー・ネバー・ダイ - 眞心英雄 (1998)
- 再見阿郎 (1999)
- ザ・ミッション 非情の掟 - 鎗火 (1999)
- 暗戦 デッドエンド - 暗戦 (1999)
- Needing You - 孤男寡女 (2000)
- 辣手回春 (2000)
- 鍾無艷 (2001)
- ダイエット・ラブ - 痩身男女 (2001)
- フルタイム・キラー - 全職殺手 (2001)
- デッドエンド 暗戦リターンズ - 暗戦2 (2001)
- アンディ・ラウの麻雀大将 - 嚦咕嚦咕新年財 (2002)
- 左眼見到鬼 (2002)
- 百年好合 (2003)
- ターンレフト・ターンライト - 向左走、向右走 (2003)
- PTU - PTU (2003)
- マッスルモンク - 大隻佬 (2003)
- 1:99 電影行動 - 1:99 電影行動 (2003) 「狂想曲」※香港のスターが結集した短編映画集
- 柔道龍虎房 - 柔道龍虎榜 (2004)
- ブレイキング・ニュース - 大事件 (2004)
- イエスタデイ、ワンスモア - 龍鳳鬥 (2004)
- エレクション - 黒社會 (2005)
- エレクション 死の報復 - 黒社會2以和為貴 (2006)
- エグザイル/絆 - 放・逐 (2006)
- 強奪のトライアングル - 鐵三角 (2007)　※リンゴ・ラム、ツイ・ハークと共同監督
- MAD探偵 7人の容疑者 - 神探 (2007)
- 僕は君のために蝶になる - 蝴蝶飛 (2008)
- スリ - 文雀 (2008)
- 冷たい雨に撃て、約束の銃弾を - 復仇 (2009)
- 単身男女 - 單身男女 (2011)　※2011年3月大阪アジアン映画祭にて『単身男女』の邦題でワールドプレミア、2012東京／長崎・中国映画週間で『独身の行方』の邦題で上映
- 奪命金 - 奪命金 (2011)　※2011年第12回東京フィルメックス、アジアフォーカス福岡国際映画祭2013で上映
- 高海抜の恋 - 高海拔之戀II (2012)　※第7回大阪アジアン映画祭で上映
- ドラッグ・ウォー 毒戦 - 毒戰 (2013)　※第8回大阪アジアン映画祭で上映
- 名探偵ゴッド・アイ - 盲探 (2013)
- 単身男女2 - 單身男女2 (2014)　※第10回大阪アジアン映画祭で上映
- 香港、華麗なるオフィス・ライフ - 華麗上班族 (2015)　※2015年第16回東京フィルメックス、カリコレ2016で上映
- ホワイト・バレット - 三人行 (2016)
- 我的拳王男友 (2019)
- 七人樂隊 - 七人樂隊 (2021) 「ぼろ儲け」※7人の監督がそれぞれフィルムで撮影したオムニバス映画

## 監督以外の作品
- アンディ・ラウの逃避行 - 天若有情 (1990、製作) （監督：ベニー・チャン）
- 風よさらば 天若有情II - 天若有情II之天長地久 (1993、製作) （監督：ベニー・チャン）
- パラダイス! - 兩個只能活一個 (1997、製作) （監督：パトリック・ヤウ）
- ロンゲストナイト - 暗花 (1997、製作) （監督：パトリック・ヤウ）
- デッドポイント〜黒社会捜査線〜 - 非情突然 (1998、製作) （監督：パトリック・ヤウ）
- スー・チーin ミスター・パーフェクト - 奇逢敵手 (2003、製作総指揮) （監督：リンゴ・ラム）
- 私の胸の思い出 - 天生一對 (2006、製作) （監督：ロー・ウィンチョウ）
- 天使の眼、野獣の街 - 跟蹤 (2007、製作) （監督：ヤウ・ナイホイ）
- アクシデント - 意外 (2009、製作) （監督：ソイ・チェン）
- タクティカル・ユニット 機動部隊〜絆〜 - 機動部隊 同袍 (2009、製作) （監督：ロー・ウィンチョウ）
- やがて哀しき復讐者 - 報應 (2011、製作) （監督：ロー・ウィンチョウ）
- モーターウェイ 車手（2012、製作)（監督：ソイ・チェン）
- 大樹は風を招く  樹大招風（2016、製作)（監督：フランク・ホイ、ジェヴォンズ・アウ、ヴィッキー・ウォン）

## 出演作品
- 『映画監督ジョニー･トー 香港ノワールに生きて』 Johnnie Got His Gun! （2010年）

フランスのイブ・モンマユー (Yves Montmayeur) が監督したドキュメンタリー。59分。日本では、2011年にゆうばり国際ファンタスティック映画祭と大阪アジアン映画祭にて『ジョニー・トーは戦場へ行った』のタイトルで上映、その後、邦題を変更し一般公開された。題名は、小説及び映画『ジョニーは戦場へ行った』 Johnny Got His Gun から。
- 『あくなき挑戦 ジョニー・トーが見た映画の世界』 無涯：杜琪峰的电影世界／Boundless （2013年）

香港のフェリス・リン(林澤秋) が監督したドキュメンタリー。95分。日本では、 Netflix等で配信。